# Mónica Acosta
Mónica Silvina Acosta, apodada La Gata (Santa Rosa, 22 de febrero de 1978), es una boxeadora argentina. En 2009 se consagró campeona mundial de peso superligero junior de la WBC y en 2011 campeona mundial de la WBA, en la misma categoría.

## Trayectoria profesional
Debutó como profesional el 15 de septiembre de 2007, en el Club Rivadavia de Arata, La Pampa, donde venció por puntos a Etel Cristina Arano.
El 7 de diciembre de 2009, obtuvo el título de la Federación Latinoamericana de la WBA peso superligero al vencer por puntos a Silvia Beatriz Lescano en el Club Cochicó de Victorica, La Pampa.
El 19 de junio de 2009 se consagró campeona mundial de peso superligero de la WBC, al vencer por decisión unánime a Darys Esther Pardo en el Club Sportivo Eclipse de General Villegas, en la Provincia de Buenos Aires. 
Con posterioridad a esta pelea defendió, hasta noviembre de 2013, siete veces con éxito la corona, con dos nockouts técnicos.
El 18 de febrero de 2011 obtuvo el título de campeona mundial de peso superligero de la WBA, al vencer por decisión unánime a Alejandra Oliveras en el Club Estudiantes de Santa Rosa, La Pampa, título que defendió con éxito en tres oportunidades hasta 2013.
El 18 de enero de 2014, Acosta perdió su cinturón ante Ana Laura Esteche por decisión unánime. El 12 de septiembre de 2014 sufrió su segunda derrota, en este caso ante Marisa Gabriela Núñez por decisión mayoritaria.